# Nino Equatore
Nino Equatore, nato Hans Platter (Merano, 19 luglio 1898 – Merano, 24 novembre 1965), è stato un lottatore italiano.
È stato campione mondiale di lotta greco-romana, in seguito allenatore e stuntman.

## Biografia
Il giovane Platter, meranese di madrelingua tedesca, fece un apprendistato come fornaio; ma grazie alla sua prestanza fisica (era alto 1,90 e all'apice della carriera pesava 105 chili) si diede alla lotta, ottenendo presto notevoli successi.
Scelse come nome d'arte “Nino Equatore” perché, come disse, così gli sembrava  di abbracciare il mondo.
Lottatore dalla carriera molto lunga, combatté dalla prima guerra mondiale al 1950 in quattro diversi continenti. Nel 1933 e 1934 fu campione italiano.
Solo nel 1947, quarantanovenne, riuscì a conquistare il titolo mondiale sconfiggendo a Vienna l'austriaco Ady Berber.
In totale sono registrati suoi 71 combattimenti (di cui 30 risultano i vinti, 13 i persi, 23 i pareggiati) contro 30 avversari.
Conclusa la carriera trascorse alcuni anni in Sudamerica e India in qualità di allenatore. Era molto richiesto come stuntman nella lotta contro animali feroci.
In difficoltà economica, nella seconda metà degli anni Cinquanta tornò nella città natale, dove sopravvisse svolgendo lavori saltuari.
Nel 1959 pubblicò in edizione propria il manuale Superforza - il nuovo metodo di ginnastica, in cui descriveva le sue esperienze di atleta e i suoi metodi di allenamento.
Ormai quasi dimenticato, morì su una panchina delle passeggiate nel novembre 1965.